# Nosekiella hoogstraali
Nosekiella hoogstraali är en urinsektsart som beskrevs av Josef Nosek 1980. Nosekiella hoogstraali ingår i släktet Nosekiella och familjen lönntrevfotingar. Inga underarter finns listade i Catalogue of Life.